# Saison 2 de Once Upon a Time
Chronologie
Saison 1 Saison 3
Cet article présente les vingt-deux épisodes de la deuxième saison de la série télévisée américaine Once Upon a Time.

## Synopsis
La malédiction de la Méchante Reine est rompue. Les habitants de Storybrook se souviennent de leur véritable identité. Tandis qu'Emma et Blanche-Neige se retrouvent dans la forêt enchantée et font la rencontre de la princesse Aurore et de Mulan, elles essayent de trouver un passage pour rejoindre Storybrook. La ville est plongée dans le chaos et David doit gérer Régina. Ruby et Henry le soutiennent et l'aident à retrouver Emma et Blanche.
Après maintes épreuves, les Charmants sont finalement réunis mais doivent faire face à une terrible menace en la personne de Cora, la mère de Régina. Aidée par le Capitaine Crochet, ces dernières vont tout faire pour tuer les Charmants et récupérer Henry, mais Cora souhaite en réalité mettre la main sur un pouvoir bien plus précieux : le pouvoir du Ténébreux. De son côté, M. Gold engage des recherches pour retrouver son fils Baelfire, qui n'est pas inconnu d'Emma…

## Distribution

### Acteurs principaux
Note : Ici sont listés les acteurs considérés comme principaux par leur cachet.
- Ginnifer Goodwin (VF : Marie-Eugénie Maréchal) : Blanche-Neige / Mary Margaret Blanchard (21/22)
- Jennifer Morrison (VF : Cathy Diraison) : Emma Swan (21/22)
- Lana Parrilla (VF : Nathalie Homs) : Regina, la Méchante Reine / Regina Mills (20/22)
- Joshua Dallas (VF : Thomas Roditi) : James, le Prince charmant / David Nolan (22/22)
- Émilie de Ravin (VF : Karine Foviau) : Belle / Lacey (15/22)
- Jared S. Gilmore (VF : Enzo Ratsito) : Henry Mills (22/22)
- Colin O'Donoghue (VF : Rémi Bichet) : Killian Jones, le Capitaine Crochet (15/22)
- Meghan Ory (VF : Anne Mathot) : Scarlett, le Petit Chaperon rouge / Ruby (12/22)
- Robert Carlyle (VF : Boris Rehlinger) : Rumplestiltskin / M. Gold (19/22)

### Acteurs récurrents
- Raphael Sbarge (VF : Guillaume Lebon) : Jiminy Cricket / Archibald "Archie" Hopper
- Beverley Elliot (VF : Mireille Delcroix) : Veuve Lucas / Granny
- Lee Arenberg (VF : Enrique Carballido) : Grincheux / Leroy
- Keegan Connor Tracy (VF : Léa Gabrièle) : la Fée Bleue / la mère supérieure
- Barbara Hershey (VF : Blanche Ravalec) : Cora, la Reine de cœur
- Sarah Bolger (VF : Jessica Monceau) : Aurore
- Jamie Chung (VF : Geneviève Doang) : Mulan
- Julian Morris (VF : Taric Mehani) : Phillip
- Michael Raymond-James (VF : Mark Lesser) : Neal Cassidy
- Sonequa Martin-Green (VF : Carole Gioan) : Tamara
- Ethan Embry (VF : Pierre-Jean Cherer) : Greg Mendell
- Chris Gauthier (VF : Bruno Magne) : William Mouche
- Eion Bailey (VF : Eric Aubrahn) : Pinocchio / August W. Booth[1]
- Tony Amendola (VF : Jean-François Lalet) : Geppetto / Marco
- Sebastian Stan (VF : Sébastien Desjours) : Jefferson, le Chapelier Fou
- David Anders (VF : Denis Laustriat) : Victor Frankenstein / Dr Whale
- Gabe Khouth (VF : Alain Berguig) : Atchoum / Tom Clark
- Faustino Di Bauda : Dormeur / Walter
- David-Paul Grove (VF : Jean-Marc Charrier) : Prof
- Jeffrey Kaiser : Simplet
- Michael Coleman (VF : Charles Borg) : Joyeux
- Mig Macario : Timide

### Invités
- Sinqua Walls (VF : Jean-Baptiste Anoumon) : Lancelot (épisode 3)
- Gabrielle Rose (VF : Anie Balestra) : Ruth, la mère de David et James (épisode 3)
- Eric Keenleyside (VF : Jean-Jacques Nervest) : Maurice / Moe French (épisode 4)
- Rachel Shelley (VF : Stéphanie Lafforgue) : Milah (épisodes 4 et 14)
- Noah Bean (VF : Damien Ferrette) : Daniel (épisode 5)
- Paula Giroday : Trish (épisode 5)
- Kis Yurij (VF : Jerome Wiggins) : Igor (épisodes 5 et 12)
- Jorge Garcia (VF : Jérôme Pauwels) : Anton, le Géant (épisodes 6, 13 et 19)
- Annabeth Gish (VF : Claudine Grémy) : Anita (épisode 7)
- Ben Hollingsworth (VF : Donald Reignoux) : Quinn (épisode 7)
- Jarod Joseph : Billy (épisode 7)
- Michael Adamthwaite (VF : Didier Cherbuy) : Allistair (épisode 11)
- Chad Michael Collins (VF : Fabien Jacquelin) : Gerhardt Frankenstein, le jeune frère du Dr Whale (épisode 12)
- Gregory Itzin (VF : Bernard Alane) : Alphonse Frankenstein (épisode 12)
- Ernst Harth (VF : Jean-Luc Atlan) : Abraham (épisode 13)
- Cassidy Freeman (VF : Laurence Dourlens) : Jacqueline « Jack » (épisode 13)
- Lesley Nicol (VF : Nicole Favart) : Johanna (épisode 15)
- Rena Sofer (VF : Sybille Tureau) : la reine Eva (épisode 15)
- Rose McGowan (VF : Véronique Soufflet) : la jeune Cora (épisode 16)
- Joaquim de Almeida (VF : Philippe Catoire) : le roi Xavier (épisode 16)
- Zak Santiago (VF : Fabien Jacquelin) : le jeune Prince Henry (épisode 16)
- Ted Whttall : le roi, père de Thomas / Mitchell Herman (épisode 16)
- Eva Allan : Eva jeune (épisode 16)
- Benjamin Stockham (VF : Pierre-Jean Cherer) : Owen Flynn (épisode 17)
- John Pyper-Ferguson (VF : Éric Legrand) : Kurt Flynn (épisode 17)
- Jamie Dornan (VF : Adrien Larmande) : le Chasseur / le Shérif Graham (épisode 17)
- Tom Ellis : Robin des Bois (épisode 19)
- Freya Tingley (VF : Lucille Boudonnat) : Wendy Darling (épisode 21)

## Production

### Développement
La série compte deux épisodes spéciaux. Le premier est un épisode récapitulatif en début de saison et le second est un nouvel épisode récapitulatif diffusé courant avril.

### Casting
En juin 2012, les actrices Meghan Ory (le Petit Chaperon rouge / le loup / Ruby) et Émilie de Ravin (Belle) ont été promues actrices principales lors de la deuxième saison.
En juillet 2012, Sarah Bolger (dans le rôle de la princesse Aurore), Jamie Chung (dans le rôle de la guerrière Mulan), Sinqua Walls (dans le rôle de sir Lancelot) et Julian Morris (dans le rôle du prince Phillip) ont obtenu un rôle récurrent dans la deuxième saison.
En août 2012, l'acteur Colin O'Donoghue (capitaine Crochet), Michael Raymond-James, son rôle n'étant pas encore déterminé mais décrit comme mystérieux et Jorge Garcia (le géant) ont obtenu un rôle récurrent dans la deuxième saison.
En septembre 2012, l'actrice Annabeth Gish a obtenu un rôle le temps d'un épisode lors de la saison.
En octobre 2012, l'acteur Ethan Embry a obtenu un rôle récurrent dans la saison.
En novembre 2012, l'acteur Chad Michael Collins a obtenu un rôle le temps d'un épisode au cours de la saison.
En décembre 2012, l'acteur Gregory Itzin ainsi que Rose McGowan ont obtenu un rôle le temps d'un épisode au cours de la saison.
En janvier 2013, les actrices Sonequa Martin-Green et Lesley Nicol ont obtenu respectivement un rôle récurrent et un rôle le temps d'un épisode lors de la deuxième saison, puis des rôles ont été attribués à Rena Sofer, Benjamin Stockham et John Pyper-Ferguson.

### Diffusions
La série est diffusée le dimanche à 19 h au Canada et 20 h aux États-Unis.
La diffusion française va se dérouler ainsi :
- En Belgique, depuis le 8 juillet 2013 sur BeTV[21] ;
- En France, à partir du 2 novembre 2013 sur M6[22] ;
- Aucune diffusion concernant les autres pays francophones n'est connue.

## Liste des épisodes

### Épisode spécial:Non diffusé (Magic Is Coming)
- États-Unis : 30 septembre 2012 sur ABC
- Canada : sur CTV.ca
- Belgique : sur BeTV

- États-Unis : 6,04 millions de téléspectateurs[23] (première diffusion)

### Épisode 1:Le Retour de la magie
Pour les articles homonymes, voir Broken.
- États-Unis /  Canada : 30 septembre 2012 sur ABC[24] / CTV[25]
- Belgique : 20 juin 2013 sur BeTV[21]
- France : 2 novembre 2013 sur M6[22]
- Suisse : 18 novembre 2013 sur RTS Deux
- Québec : 24 août 2015 sur AddikTV

- États-Unis : 11,36 millions de téléspectateurs[23] (première diffusion)
- Canada : 1,52 million de téléspectateurs[26] (première diffusion)
- France : 2,74 millions de téléspectateurs[27] (première diffusion)

La réalité et le mythe commencent à fusionner tandis qu'à Storybrook, les personnages de contes de fées se réveillent après que la malédiction de la Méchante Reine Regina soit levée et qu'ils commencent, tous, à se souvenir de qui ils étaient. Mais à leur grand désarroi, ils ne sont pas transportés dans la Forêt Enchantée… Pour aggraver les choses, Rumplestiltskin alias M. Gold, dans un effort pour prendre le dessus dans sa lutte de pouvoir contre Regina, a introduit la magie en ville. Le Spectre apparaît dans la ville et veut « sa proie, Regina ». Dans l'univers des contes de fées, la magie a sa place mais dans notre monde, elle peut avoir des conséquences insondables.

### Épisode 2:Prisonniers
- États-Unis /  Canada : 7 octobre 2012 sur ABC / CTV
- Belgique : 8 juillet 2013 sur BeTV[21]
- France : 2 novembre 2013 sur M6[22]
- Suisse : 18 novembre 2013 sur RTS Deux
- Québec : 31 août 2015 sur AddikTV

- États-Unis : 9,84 millions de téléspectateurs[28] (première diffusion)
- Canada : 974 000 téléspectateurs[29] (première diffusion)
- France : 2,66 millions de téléspectateurs[27] (première diffusion)

- Tony Perez (valet / père)
- Bailee Madison (Blanche-Neige jeune)

Impossible de quitter la ville sans oublier sa première identité. Les nains l'ont vérifié! Regina, quant à elle, cherche, par tous les moyens, à récupérer ses pouvoirs magiques afin de pouvoir reprendre son fils Henry à David. Elle cherche donc le livre des contes (rempli de sortilèges primitifs la prévient-il) chez M. Gold. Grâce au livre, elle retrouve ses pouvoirs et part en colère chercher son fils. Pendant ce temps, David demande au chapelier fou (mais il s'enfuit) de l'aider à faire revenir Mary Margaret et Emma. Plus tard, Regina  prend conscience que la magie n'apporte pas tout.
Dans le monde des contes de fées, la Méchante Reine cherche à se débarrasser des pouvoirs magiques de sa mère, afin de pouvoir fuir le roi Léopold, père de Blanche-Neige, qu'elle doit épouser de force. Elle fait appel, par l'intermédiaire du Grimoire, qu'elle a subtilisé, à Rumplestiltskin qui lui apprend la Magie, en lui présentant une porte habillée en paquet-cadeau. Le passage entre deux mondes… L'affrontement avec sa mère n'est pas sans conséquence.
Vers la fin de l'épisode, David harangue, comme un prince, les habitants et leur assure protection… Regina s'amende auprès d'Henry en le reconfiant attristée, à David. La forêt du Royaume enchanté existe encore.

### Épisode 3:Lancelot
- États-Unis /  Canada : 14 octobre 2012 sur ABC / CTV
- Belgique : 15 juillet 2013 sur BeTV[21]
- France : 2 novembre 2013 sur M6[22]
- Suisse : 19 novembre 2013 sur RTS Deux
- Québec : 7 septembre 2015 sur AddikTV

- États-Unis : 9,45 millions de téléspectateurs[30] (première diffusion)
- Canada : 1,68 million de téléspectateurs[31] (première diffusion)
- France : 2,42 millions de téléspectateurs[27] (première diffusion)

- Gabrielle Rose (Ruth)
- Alissa Dyck-Skovbye (Paige)

Flashback
Dans la Forêt Enchantée, Charmant, Blanche-Neige et le Petit Chaperon rouge sont attaqués par le roi George en forêt. Un de ses hommes de main, Lancelot, capture Blanche-Neige et l'amène au roi qui, pour faire souffrir Charmant, la maudit afin qu'ils n'aient jamais d'enfants. La mère de Charmant est blessée par des soldats du roi George. Accompagnés de Lancelot, rangé de leurs côtés à la suite de remords du fait qu'il est responsable du malheur de Blanche-Neige, Charmant et Blanche se rendent au Lac Nostos où, plus tôt, James avait tué la sirène gardienne du lac. Il ne reste plus qu'une gorgée d'eau et la mère du Prince se sacrifie, permettant à Blanche-Neige d'avoir des enfants. 
À Storybrooke, David et Henry tentent de trouver un moyen de ramener Emma et Mary-Margaret. Henry réunit Jefferson et sa fille Grace. Regina quitte son poste de maire de la ville. 

### Épisode 4:Le Crocodile
- États-Unis /  Canada : 21 octobre 2012 sur ABC / CTV
- Belgique : 15 juillet 2013 sur BeTV[21]
- France : 9 novembre 2013 sur M6
- Suisse : 19 novembre 2013 sur RTS Deux
- Québec : 14 septembre 2015 sur AddikTV

- États-Unis : 9,89 millions de téléspectateurs[32] (première diffusion)
- Canada : 1,55 million de téléspectateurs[33] (première diffusion)
- France : 2,23 millions de téléspectateurs[34] (première diffusion)

- Rachel Shelley (Milah)
- Eric Keenleyside (Moe / Sir Maurice)
- Christopher Gauthier (William)
- Sebastian Wilkinson (Baelfire jeune)
- Chelsea Turner (serveuse de la taverne)
- Ryan Hesp (intendant)
- Rondel Reynoldson (femme du village)

Belle, après avoir découvert Rumplestiltskin faisant de la magie, s'enfuit et se fait kidnapper. M. Gold demande l'aide de Charmant pour la retrouver. En réalité, c'est le père de Belle qui l'a fait kidnapper et essaye de la faire sortir de la ville afin qu'elle oublie toute sa vie d'avant. M. Gold la sauve à temps grâce à l'aide de Ruby. M. Gold offre les clés de la bibliothèque à Belle, Ruby propose à Belle de vivre chez elle.
Flashback
Parallèlement dans le monde des contes, la femme de Rumplestiltskin passe son temps au bar, desespérée de son mari. Elle se fait ensuite enlever par les pirates avec qui elle passait du temps au bar. Rumple se rend sur leur bateau pour récupérer sa femme. Le capitaine du bateau, Kilian Jones, lui propose un duel pour la récupérer, que Rumple refuse par lâcheté. Des années plus tard, devenu le Ténébreux, il cherche un moyen de voyager entre les mondes, et fait affaire avec un homme au bar. Sur le point de partir, il reconnaît le capitaine Jones. Il va donc à sa rencontre hors du bar, le capitaine lui apprend que sa femme est morte. Le Ténébreux lui propose un duel. Sur le point de le tuer, Milah refait son apparition et Rumple comprend tout : elle et le capitaine sont amoureux. Elle lui apporte la preuve qu'elle détient le haricot magique qui lui était destiné et fait un marché avec lui. Un marché qu'il ne respecte pas car il tue Milah et coupe la main du capitaine qui detenait le haricot. Rentré chez lui, le Ténébreux se rend compte qu'il s'est fait berner. De son côté Kilian Jones remplace sa main par un crochet : c'est la naissance du Capitaine Crochet. Il se rend au Pays Imaginaire afin d'avoir du temps pour trouver un moyen de venger la mort de son amour.

### Épisode 5:Le Docteur
- États-Unis /  Canada : 28 octobre 2012 sur ABC / CTV
- Belgique : 22 juillet 2013 sur BeTV[21]
- France : 9 novembre 2013 sur M6

- États-Unis : 9,85 millions de téléspectateurs[35] (première diffusion)
- Canada : 1,45 million de téléspectateurs[36] (première diffusion)
- France : 2,2 millions de téléspectateurs[34] (première diffusion)

- Paula Giroday (Trish)
- Noah Bean (Daniel)
- Yurij Kis (l'assistant du docteur)

Regina revient voir le Dr Hopper pour voir s'il peut l'aider à ne plus utiliser la magie, afin qu'elle puisse récupérer Henry. Plus tard dans la nuit, en rentrant chez elle, elle aperçoit son ancien fiancé, Daniel. Elle va voir le Dr Whale, et constate que celui-ci a été attaqué ; il lui confie qu'il a réussi à ramener Daniel à la vie mais qu'il est devenu un monstre. David quant à lui, décide d'apprendre à Henry à monter à cheval, mais la situation s'envenime lorsque Regina lui apprend que Daniel, désormais un dangereux monstre, se dirige vers les écuries (étant le dernier endroit où il était avec Regina, avant sa mort). Daniel dit à Regina qu'elle doit le laisser partir, elle enlève alors le charme de conservation, détruisant ainsi son corps. Après être retournées au camp des survivants, Emma, Mary-Margaret, Aurore et Mulan trouvent un homme qui s'avère être le capitaine Crochet, et le seul encore en vie. Il les informe du plan de Cora, puis ils se mettent à chercher un haricot magique afin qu'ils puissent trouver la boussole qui leur permettra de rentrer à Storybrooke.

### Épisode 6:Tallahassee
- États-Unis /  Canada : 4 novembre 2012 sur ABC / CTV
- Belgique : 22 juillet 2013 sur BeTV[21]
- France : 9 novembre 2013 sur M6

- États-Unis : 10,55 millions de téléspectateurs[37] (première diffusion)
- Canada : 1,57 million de téléspectateurs[38] (première diffusion)
- France : 2 millions de téléspectateurs[34] (première diffusion)

- Jorge Garcia (le géant)
- Kerry Sandomirsky (Loretta)
- Marc-Anthony Massiah (agent de la circulation)
- Tony Alcantar (caissier)
- Fane Tse (un client)
- Artine Brown (policier)

Emma grimpe en haut du haricot magique avec le Capitaine Crochet afin de dérober la boussole du dernier des géants. Arrivés en haut, ils endorment le géant et se mettent à chercher la boussole. Mais soudain, le géant se réveille, et fait tomber des pierres du plafond du château. Crochet se retrouve piégé sous les décombres. Le géant capture Emma et essaie de la serrer dans sa main pour la tuer, jusqu'à ce qu'elle le morde. Il se précipite pour la rattraper, mais déclenche le mécanisme de son propre piège et en devient prisonnier. Emma conclut un accord avec lui en échange de sa libération : il doit tenir Crochet prisonnier pendant 10 heures afin qu'elle, Mary-Margaret, Aurore et Mulan puissent avoir une longueur d'avance et rentrer à Storybrooke.
Onze ans plus tôt, Emma vole la voiture de Neal Cassidy, un voyou. Ayant préalablement lui-même volé cette voiture, ils décident tous deux de collaborer en tant que voleurs, et débutent ainsi leur relation. Finalement, ils décident de s'installer à Tallahassee. Avant qu'ils puissent terminer leur dernière affaire malhonnête, August attrape Neal et lui révèle tout à propos d'Emma et de sa destinée de sauveuse. Neal décide d'écouter August, et fuit contre son gré au Canada en laissant Emma se faire prendre par la police à sa place. En prison, la jeune femme reçoit les clés de la voiture qu'ils avaient, et découvre qu'elle est enceinte de Henry.

### Épisode 7:L'Enfant de la lune
- États-Unis /  Canada : 11 novembre 2012 sur ABC / CTV
- Belgique : 29 juillet 2013 sur BeTV[21]
- France : 16 novembre 2013 sur M6

- États-Unis : 8,75 millions de téléspectateurs[39] (première diffusion)
- Canada : 1,45 million de téléspectateurs[40] (première diffusion)
- France : 2,47 millions de téléspectateurs[41] (première diffusion)

- Jarod Joseph (Billy)
- Annabeth Gish (Anita)
- Ben Hollingsworth (Quinn)
- Jason Cermak (chevalier noir no 1)
- Chad Riley (chevalier noir no 2)

### Épisode 8:Le Charme du sommeil
- États-Unis /  Canada : 25 novembre 2012 sur ABC / CTV
- Belgique : 29 juillet 2013 sur BeTV[21]
- France : 16 novembre 2013 sur M6

- États-Unis : 8,82 millions de téléspectateurs[42] (première diffusion)
- Canada : 1,33 million de téléspectateurs[43] (première diffusion)
- France : 2,37 millions de téléspectateurs[41] (première diffusion)

### Épisode 9:La Reine de cœur
- États-Unis /  Canada : 2 décembre 2012 sur ABC / CTV
- Belgique : 5 août 2013 sur BeTV[21]
- France : 16 novembre 2013 sur M6

- États-Unis : 9,1 millions de téléspectateurs[44] (première diffusion)
- Canada : 1,62 million de téléspectateurs[45] (première diffusion)
- France : 2,19 millions de téléspectateurs[41] (première diffusion)

- Paul McGillion (le valet de cœur)
- Paul Lazenby (chevalier noir no 1)

À Storybrooke, le sommeil de David inquiète. Gold ne veut prendre aucun risque et décide d'empêcher quiconque de traverser un portail vers la ville, que ce soit Cora ou Emma et Mary-Margaret. Regina refuse, pensant à Henry, mais finit par le suivre. Gold utilise la poudre de fée à l'aide de la baguette de la fée-marraine de Cendrillon afin de lancer un sortilège qui tuera toute personne traversant le portail vers la source. Au même moment, Emma, Mary-Margaret, Mulan et Aurore sont manipulées et emprisonnées dans l'ancienne cellule de Rumplestiltskin par Cora, qui leur dérobe la boussole. Mary-Margaret utilise l'encre de seiche laissée sur un parchemin par Rumplestiltskin pour s'échapper et retrouver Cora et Crochet à temps, au lac Nostos où un portail a été ouvert. L'affrontement tourne en faveur d'Emma et Mary-Margaret, tandis que Mulan fuit avec le cœur d'Aurore. Cora tente d'arracher le cœur de Mary-Margaret mais Emma s'interpose et Cora découvre que le sort ne fonctionne pas sur Emma. Les deux femmes rejoignent finalement Storybrooke où Regina est parvenue à lever le sort de Gold pour Henry. Quand Emma demande si Gold lui a lancé un sort la protégeant, Gold nie, affirmant qu'Emma possède bien ses propres pouvoirs magiques. David est réveillé par Mary-Margaret et tous célèbrent le retour des deux femmes mais au loin, le navire de Crochet, avec son capitaine et Cora, arrivent au port de Storybrooke.

### Épisode 10:Le Chant du criquet
- États-Unis /  Canada : 6 janvier 2013 sur ABC / CTV
- Belgique : 5 août 2013 sur BeTV[21]
- France : 23 novembre 2013 sur M6

- États-Unis : 9,1 millions de téléspectateurs[46] (première diffusion)
- Canada : 1,8 million de téléspectateurs[47] (première diffusion)
- France : 2,14 millions de téléspectateurs[48] (première diffusion)

- Tony Perez (valet)
- David Nykl (pêcheur)
- Michael Soltis (chevalier noir no 1)

Cora et Crochet arrivent sur Storybrooke, mais avant d'entrer en ville, ils veulent en connaître les secrets. Cora part donc en éclaireur et voit Regina tenter de s'intégrer dans la ville, mais seuls Emma et Henry lui donnent une chance. Cora décide de précipiter sa chute en orchestrant la mort de Archie, sous les yeux de son chien, en prenant l'apparence de Regina. Toutes les preuves accusent Regina, mais Emma la croit quand elle dit ne pas l'avoir tué. Emma se tourne alors vers Gold, qui utilise un attrape-rêves pour capturer les souvenirs du chien d'Archie et forcer Emma à les matérialiser. La vision de Regina achève de convaincre Emma et elle est décidée à la mettre hors d'état de nuire. Devant les preuves et les accusations, Regina s'emporte et utilise sa magie sur Emma avant de fuir. Elle reste en retrait quand Emma annonce la nouvelle à Henry. Cora est satisfaite : Regina est détruite, mais Archie n'est pas mort, il est dans les soutes du navire de Crochet, où il sera interrogé pour découvrir les secrets des habitants.

### Épisode 11:Le Yaoguai
- États-Unis /  Canada : 13 janvier 2013 sur ABC / CTV
- Belgique : 12 août 2013 sur BeTV[21]
- France : 23 novembre 2013 sur M6

- États-Unis : 8,24 millions de téléspectateurs[49] (première diffusion)
- Canada : 1,42 million de téléspectateurs[50] (première diffusion)
- France : 2,1 millions de téléspectateurs[48] (première diffusion)

- Chris Gauthier (M. Mouche)

À Storybrooke, Gold essaie un de ses sortilèges sur M. Mouche et il fonctionne : il peut ensorceler un objet afin de sortir de la ville sans perdre la mémoire de sa vraie personnalité. Quand Crochet l'apprend, il décide de lui dérober l'objet qu'il comptait utiliser, le châle de Baelfire. Il agresse donc Belle dans la bibliothèque afin de faire diversion et subtiliser le vêtement. Quand Gold le comprend, il donne un pistolet à Belle, retrouve Mouche et le transforme en rat puis part à la recherche de Crochet. Mais Belle comprend avant lui qu'il est sur son bateau et retrouve le navire, où elle découvre et libère Archie. Quand Crochet revient à bord, il révèle toute son histoire avec Rumplestiltskin, mais Belle refuse de l'abandonner. Gold arrive et attaque Crochet, Belle empêche Gold de le tuer. Pendant ce temps, Mary-Margaret, David et Emma essaient de réconforter Henry, sans grand succès. Emma a alors l'idée de prendre Pongo pour Henry, mais Mary-Margaret pense alors qu'il vaudrait mieux déménager. Cependant, le retour d'Archie change la donne.
Quand Gold a traversé la ligne de la ville et fait ses adieux à Belle, Crochet surgit et tire sur celle-ci, qui tombe au-delà de la frontière de la ville et perd donc tous ses souvenirs. Gold va alors tuer le pirate mais une voiture surgit et renverse Crochet avant de s'arrêter dans le fossé.

### Épisode 12:Au nom du frère
- États-Unis /  Canada : 20 janvier 2013 sur ABC / CTV Two
- Belgique : 12 août 2013 sur BeTV[21]
- France : 23 novembre 2013 sur M6

- États-Unis : 7,68 millions de téléspectateurs[51] (première diffusion)
- France : 2 millions de téléspectateurs[48] (première diffusion)

- Nelson Wong  (l'ambulancier no 1)
- Janet Pinnick (l'infirmière no 1)
- Gregory Itzin (Alphonse)
- Chad Michael Collins (Gerhardt)
- Yurij Kis (Igor)
- Ian Harmon (la sentinelle)
- Scott McAdam (le discipliné)

Emma, David et Mary-Margaret arrivent sur les lieux de l'accident et emmènent Crochet et l'étranger à l'hôpital. Crochet souffre de blessures légères mais il vivra, mais l'étranger est dans un état critique. Cependant, le Dr Whale, seul capable de le soigner, se montre réticent à l'idée d'opérer quelqu'un qui pourrait avoir vu Rumplestiltskin user de magie et trahir le secret de Storybrooke. Les inquiétudes sont partagées mais décision est prise de le soigner. Or, quand Whale annonce partir l'opérer, il fuit l'hôpital. Pendant ce temps, Cora arpente la ville à la recherche de Regina et la retrouve dans une cachette dans le caveau familial. Elle essaie de se réconcilier avec sa fille mais Regina refuse, voyant que sa mère a encore menti et retourné la ville entière contre elle dans son seul intérêt. Ruby retrouve Whale, qui est en fait terrifié à l'idée d'essayer de sauver une vie, car par le passé, chaque vie qu'il a sauvée a entraîné la mort d'une autre personne. Il retourne néanmoins à l'hôpital et opère avec succès l'étranger. À son réveil, il dit à Emma n'avoir rien vu de particulier. Plus tard, alors qu'Henry comprend que Whale est Frankenstein et s'interroge sur la possibilité que d'autres personnages de romans ne viennent à Storybrooke. Gold, qui n'est pas parvenu à faire retrouver à Belle sa mémoire, s'est lancé dans la recherche de Baelfire et, grâce à un globe laissé par Cora, a retrouvé sa trace à New York. Il exige donc qu'Emma l'accompagne, sinon, il les tueras tous les quatre. L'étranger Greg Mendell a menti.

### Épisode 13:Le Petit Géant
- États-Unis /  Canada : 10 février 2013 sur ABC / CTV
- Belgique : 19 août 2013 sur BeTV[21]
- France : 30 novembre 2013 sur M6

- États-Unis : 7,08 millions de téléspectateurs[52] (première diffusion)
- Canada : 1,22 million de téléspectateurs[53] (première diffusion)
- France : 2,27 millions de téléspectateurs[54] (première diffusion)

- Jorge Garcia (Anton, le Géant)
- Cassidy Freeman (Jack)
- Abraham Benrubi (Arlo)

Avec Cora en liberté et Emma, Henry et M. Gold partis pour New York, Mary-Margaret, James et Leroy interrogent Crochet pour connaître les intentions de la sorcière. Crochet les mène donc à son navire où il révèle le principal atout de Cora : le dernier des géants, réduit à taille humaine. Mary-Margaret le libère mais quand le géant voit James, il devient violent et haineux. James comprend qu'il le prend pour son frère jumeau, qui l'a dupé dans le monde féerique. En effet, avec Jacqueline, dite Jack, le prince avait manipulé le géant pour obtenir les haricots magiques et il a dû détruire les champs de haricots pour protéger son royaume, Jack meurt. Crochet explique la situation à Regina, qui en profite pour utiliser le géant afin de faire diversion : elle rend au géant sa taille réelle et lui offre sa vengeance. James, Mary-Margaret et Leroy parviennent à éviter les dégâts physiques mais avec son poids, Anton, le géant, crée un trou avant de perdre son gigantisme et de manquer de tomber dedans. James le sauve et parvient à le réconcilier avec la communauté du village. Anton accepte alors de s'installer et pense à utiliser le cadeau qu'Arlo, le dernier des géants, lui a fait : la dernière pousse de haricots magiques, qui pourrait permettre à tous de retourner dans leur monde. Seulement, Mary-Margaret craint qu'Emma ne les suive pas et préfère rester avec sa famille plutôt que de rentrer chez elle. Malgré cela et le risque que Cora ne s'empare des haricots magiques, Anton commence la culture des haricots avec l'aide des nains.

### Épisode 14:Manhattan
- États-Unis /  Canada : 17 février 2013 sur ABC / CTV
- Belgique : 19 août 2013 sur BeTV[21]
- France : 30 novembre 2013 sur M6

- États-Unis : 7,61 millions de téléspectateurs[55] (première diffusion)
- Canada : 1,29 million de téléspectateurs[56] (première diffusion)
- France : 2,19 millions de téléspectateurs[54] (première diffusion)

- Rachel Shelley (Milah)
- Primo Allon (Gadling)
- Mackenzie Gray (Hob)
- Spencer Drever (le garçon)
- Brighid Fleming (la petite fille)
- Shannon Lucio (la voyante)
- David Quinlan (un père)
- Toby Levins (un sergent)
- Aaron Brooks (un soldat)

Arrivés à Manhattan, Gold, Emma et Henry retrouvent le domicile de Baelfire, Emma sonne au 47 pensant que le fils de Gold s'y trouve. Mais quand ils le retrouvent, il s'enfuit. Emma le rattrape et reconnait Neal, son ancien amant et père de Henry. Perdue, elle refuse d'en savoir plus et le laisse partir, mais quand Gold comprend qu'elle lui ment, Baelfire revient et s'interpose. Emma n'a plus d'autre choix que de tout révéler à Henry. Baelfire refuse de pardonner son père. Les révélations sont dures pour tous, surtout pour le garçon et Baelfire, qui se découvrent. Pendant ce temps, à Storybrooke, Regina et Cora profitent de l'absence d'Emma pour partir à la recherche de la dague du Ténébreux, qui leur permettrait de manipuler Gold et de faire en sorte qu'il tue Emma, Blanche-Neige et Charmant pour elle. Mais les sorcières ne trouvent qu'une carte, que Crochet décrypte pour elles avant qu'elles ne le trahissent.

### Épisode 15:Un poison nommé Cora
- États-Unis /  Canada : 3 mars 2013 sur ABC / CTV
- Belgique : 26 août 2013 sur BeTV[21]
- France : 30 novembre 2013 sur M6

- États-Unis : 7,39 millions de téléspectateurs[57] (première diffusion)
- Canada : 1,26 million de téléspectateurs[58] (première diffusion)
- France : 2,01 millions de téléspectateurs[54] (première diffusion)

- Lesley Nicol (Johanna)
- Rena Sofer (Eva, la mère de Blanche-Neige)
- Bailee Madison (Blanche-Neige jeune)
- Duncan Ollerenshaw (le docteur royal)

C'est l'anniversaire de Mary-Margaret qui ne semble pas vouloir le fêter. En effet, dans l'univers des contes de fées, alors enfant, Blanche-Neige s'apprête à fêter son anniversaire et un bal sera donné pour l'occasion. Mais le jour même, sa mère fait un malaise et ses jours sont comptés. À New York, Neal et Henry font connaissance. C'est alors que Crochet fait irruption et blesse Gold mortellement. Ils doivent rentrer immédiatement à Storybrooke pour le soigner grâce à la magie, pour cela, ils décident d'utiliser le navire de Crochet, que Neal affirme pouvoir manier.
Pendant ce temps, à Storybrooke, Cora et Regina sont à la recherche de la dague contrôlant le Ténébreux. Mary-Margaret et David décident de la trouver avant elles. Dans l'univers des contes de fées, Blanche-Neige cherche un moyen de guérir sa mère. Elle se rend en forêt pour trouver la Fée bleue qui lui donne, après hésitation, une bougie qui se révèle être de la magie noire. L'objet a le pouvoir de guérir la mère de Blanche-Neige mais une autre personne devra mourir à sa place. La jeune Blanche rentre au château et s'excuse auprès de sa mère, elle était incapable de la sauver en prenant une autre vie. Finalement, la mère de Blanche rend l'âme après lui avoir dit qu'elle était fière d'elle.

### Épisode 16:La Fille du meunier
- États-Unis /  Canada : 10 mars 2013 sur ABC / CTV
- Belgique : 26 août 2013 sur BeTV[21]
- France : 7 décembre 2013 sur M6

- États-Unis : 7,64 millions de téléspectateurs[59] (première diffusion)
- Canada : 1,11 million de téléspectateurs[60] (première diffusion)
- France : 2,06 millions de téléspectateurs[61] (première diffusion)

- Rose McGowan (Cora jeune)
- Gerry Rousseau (le père de Cora)
- Joaquim de Almeida (le roi Xavier)
- Eva Allan (la princesse Eva)
- Zak Santiago (le prince Henry)

Dans l'univers des contes de fées, Cora, la fille d'un meunier, se fait humilier par la jeune princesse Eva et est forcée par le roi à s'agenouiller et à présenter ses excuses à la princesse. Plus tard dans la soirée, elle vole une robe et un masque pour rentrer au bal où elle danse avec le prince Henry. Le roi s'en aperçoit et veut la mettre dehors, mais en partant Cora prétend qu'elle est capable de transformer la paille en or. À ce moment-là, le roi l'empêche de partir et la force à transformer immédiatement la paille en or, ce que bien sûr Cora ne sait pas faire. Elle réplique alors que c'est impossible tout de suite car cela prend du temps. Le roi l'enferme en haut d'une tour, en lui disant que si ce qu'elle dit est vrai, elle pourra épouser le prince ; dans le cas contraire, la mort sera sa punition. Enfermée dans la tour, Cora cherche le moyen de s'échapper quand Rumplestiltskin apparaît et lui propose un accord, il transformera la paille en or pour elle si en échange elle lui donne son premier enfant, elle accepte mais change les termes du contrat et souhaite apprendre à se servir de la magie. Elle réussit puis le prince la demande en mariage. La veille du mariage, elle revoit Rumplestiltskin qui lui propose de partir avec elle car ils sont tous les deux amoureux l'un de l'autre. Ils changent à nouveau les termes du contrat qui stipule désormais que le Ténébreux pourra avoir leur propre enfant. Elle accepte mais avant cela elle veut tuer le roi qui l'a humiliée. Arrivée face au roi, elle lui dit qu'elle n'aime pas son fils et celui-ci, au courant de la liaison entre Cora et le nain, lui demande de choisir entre l'amour et le pouvoir. Cora réfléchit à cette phrase puis s'arrache le cœur pour ne plus aimer et ainsi posséder plus de pouvoirs, puis elle va voir Rumplestiltskin en lui annonçant qu'elle n'a pas tué le roi et qu'elle ne part pas avec lui car elle ne l'aime pas, Rumplestiltskin énervé s'en va.
- Cet épisode est un épisode sur les origines de Cora [62].

### Épisode 17:Bienvenue à Storybrooke
- États-Unis /  Canada : 17 mars 2013 sur ABC / CTV
- Belgique : 2 septembre 2013 sur BeTV[21]
- France : 7 décembre 2013 sur M6

- États-Unis : 7,45 millions de téléspectateurs[63] (première diffusion)
- Canada : 1,24 million de téléspectateurs[64] (première diffusion)
- France : 2,07 millions de téléspectateurs[61] (première diffusion)

- Jamie Dornan (shérif Graham / Huntsman)
- Jarod Joseph (Billy)
- Benjamin Stockham (Owen Flynn)
- John Pyper-Ferguson (Kurt Flynn)
- Steve Makaj (le capitaine)

En 1983, Kurt et son fils Owen font du camping dans une forêt du Maine quand ils surprennent l'apparition de Storybrooke dans les environs. Au matin, ils visitent la ville et font la rencontre de Regina, alors ravie de voir que sa malédiction a fonctionné et qu'elle lui a permis de prendre le contrôle de la ville et l'ascendant sur Blanche-Neige. Mais jour après jour, elle réalise que le temps est figé et que toutes les personnes vivent la même journée dans la peur de Madame la Maire. La rencontre de Kurt et Owen lui permet alors d'envisager une autre possibilité : passer sa vie à Storybrooke en compagnie de gens qui l'aiment. Elle apprend alors l'histoire d'Owen, qui a perdu sa mère, et essaie de le convaincre lui et son père, de rester dans la ville, mais Kurt refuse. Regina va alors utiliser le shérif pour les retenir mais elle est surprise par Kurt qui prend la fuite avec son fils. Ils sont alors arrêtés à la bordure de la ville, et Kurt permet à son fils de fuir, malgré Regina qui tente encore de le retenir. Quand Owen revient avec la police, la ville est devenue invisible.

### Épisode 18:Sincère, Altruiste et Courageux
- États-Unis /  Canada : 24 mars 2013 sur ABC / CTV
- Belgique : 2 septembre 2013 sur BeTV[21]
- France : 7 décembre 2013 sur M6

- États-Unis : 7,38 millions de téléspectateurs[65] (première diffusion)
- Canada : 1,31 million de téléspectateurs[66] (première diffusion)
- France : 1,95 million de téléspectateurs[61] (première diffusion)

- Dianne Doan (Isra)
- Tzi Ma (le Dragon)
- Manny Jacinto (Quon)
- Jakob Davies (Pinocchio enfant)

Mary Margaret a peur d'affronter la réalité de sa situation et part en forêt essayer de se rassembler. Elle trouve par hasard une caravane abandonnée où August a trouvé refuge, loin de la ville pour cacher son état : il est redevenu un pantin de bois vivant. Elle va alors mobiliser Emma et David pour trouver un moyen de le sauver. Mais Emma a une mauvaise surprise : Neal a invité sa fiancée Tamara à venir dans la ville. Mécontente et inquiète, elle lui demande de lui expliquer la situation de la ville. Sans surprise, quand Neal essaie de lui faire comprendre qu'ils sont des personnages de contes de fées, elle croit à un mensonge et part. Mais en réalité, elle connaît la vérité et rejoint August pour lui proposer un marché : quitter la ville contre un remède pour sa situation.
En effet, Tamara et August se sont déjà rencontrés. En 2011, quand Emma a rejoint Storybrooke, August était à Phuket et a vu sa jambe redevenir du bois. Il s'est donc rendu à Hong Kong où il a trouvé un médecin familier avec la magie, surnommé le Dragon, mais il demandait de l'argent. August a alors tenté de dérober l'argent à Tamara (qui se faisait passer pour une autre patiente) mais il n'a pas réussi à fuir à cause de sa jambe.
Pendant ce temps, Regina recroise Owen et finit par le reconnaître. Elle lui intime de quitter la ville mais il refuse, résolu à retrouver son père. Quant à August, il part, laissant son père Marco derrière lui. Celui-ci finit par révéler à Mary Margaret ce qu'il a fait pour sauver son fils, et soudain, l'institutrice le frappe au visage, elle-même surprise de son geste.

### Épisode spécial:Le prix de la magie(The Price of Magic)
- États-Unis /  Canada : 14 avril 2013 sur ABC / CTV

- États-Unis : 5,17 millions de téléspectateurs[68] (première diffusion)

- C'est un épisode récapitulatif[67].

### Épisode 19:Lacey
- États-Unis /  Canada : 21 avril 2013 sur ABC / CTV Two
- Belgique : 9 septembre 2013 sur BeTV[21]
- France : 14 décembre 2013 sur M6

- États-Unis : 7,37 millions de téléspectateurs[69] (première diffusion)
- France : 2,01 millions de téléspectateurs[70] (première diffusion)

- Jorge Garcia (Anton)
- Christie Laing (Marian)
- Wil Traval (le shérif / Keith)
- Tom Ellis (Robin des Bois)
- Nicholas Carella (le barman)
- Ingrid Torrance (l'infirmière sévère)

Alors que David et Mary Margaret sont sur le point d'annoncer une nouvelle à Emma, Gold souhaite que Belle recouvre la mémoire mais Regina vient à l’hôpital et demande à Belle à regarder une boîte d'allumettes. Belle retrouve la mémoire mais pas la bonne ; elle recouvre celle de la malédiction. Elle devient Lacey, une jeune femme provocante, habituée à fréquenter les bars malfamés. Alors que Gold essaie de la reconquérir, elle lui fausse compagnie pour rejoindre un autre homme mais quand Gold découvre la supercherie, il tente de tuer cet homme et Lacey lui dit qu'elle aime ce côté sombre.
Parallèlement, dans l'univers des contes de fées, Belle commence à travailler dans le château de Rumplestiltskin lorsque Robin des Bois fait irruption dans la demeure et dérobe une baguette magique au Ténébreux, qui le capture pour le torturer. Prise d'un élan de pitié pour le captif, Belle le libère en l'absence de Rumplestiltskin. Quand celui-ci le découvre, il décide de trouver Robin et de le tuer sous les yeux de sa servante, qui essaie de la convaincre qu'il y a du bon en lui. Elle réussit finalement à le faire renoncer à la sanction. Robin avait en réalité besoin de la baguette pour soigner sa femme enceinte.

### Épisode 20:La Méchante Reine
- États-Unis /  Canada : 28 avril 2013 sur ABC / CTV
- Belgique : 9 septembre 2013 sur BeTV[21]
- France : 14 décembre 2013 sur M6

- États-Unis : 7,16 millions de téléspectateurs[71] (première diffusion)
- Canada : 1 million de téléspectateurs[72] (première diffusion)
- France : 1,89 million de téléspectateurs[70] (première diffusion)

- Ethan Embry (Greg Mendell)
- Aleks Paunovic (Berkley)
- Michael Teigen (Rivers)
- Hrothgar Mathews (Carny)
- Max Montesi (le jeune garçon paysan)
- Bri Neal (la jeune fille paysanne)
- William Phillips (le paysan)
- Jennifer J. Angeli (la tisseuse)
- Harold Davies (le pêcheur)

Greg et Tamara proposent une alliance avec Crochet : ils lui offrent sa vengeance si le pirate retrouve le père disparu de Greg. Le pirate rejoint peu après Regina, qui a dérobé les haricots magiques et prévoit de retourner au pays des contes de fées en détruisant Storybrooke et ses habitants. Celle-ci a encore besoin d'un objet pour préparer son départ et compte sur l'aide de Crochet pour le récupérer : le pirate, peu enclin à trahir la Reine, accepte. Pendant ce temps, Emma commence à soupçonner Tamara d'être le danger dont Pinocchio lui a dit qu'elle devait se méfier. Henry la croit, espérant ainsi que ses parents biologiques se remettront ensemble, mais devant l'absence de preuves, Neal refuse de douter. Regina récupère l'objet qu'elle avait caché dans le cercueil de Blanche-Neige pendant que Crochet se bat avec l'esprit de Maléfique, qui hantait la grotte. Mais en sortant, Crochet révèle avoir dupé Regina en lui faisant enfiler un manchon qui l'empêche d'utiliser la magie.

### Épisode 21:Deuxième étoile à droite…
- États-Unis /  Canada : 5 mai 2013 sur ABC / CTV
- Belgique : 16 septembre 2013 sur BeTV[21]
- France : 14 décembre 2013 sur M6

- États-Unis : 7,5 millions de téléspectateurs[73] (première diffusion)
- Canada : 963 000 téléspectateurs[74] (première diffusion)
- France : 1,77 million de téléspectateurs[70] (première diffusion)

- Dylan Schmid (Baelfire jeune)
- Ethan Embry (Greg Mendell)
- Christopher Gauthier (M. Mouche)
- Freya Tingley (Wendy)
- Benjamin Cook (Michael)
- William Ainschough (John)
- Andrew Airlie (George)
- Karin Inghammar (Mary)

Regina a disparu avec les haricots magiques et Emma craint qu'elle n'utilise les légumes pour partir. En réalité, elle est torturée par Greg et Tamara pour qu'elle avoue où est retenu le père de Greg. Mary Margaret utilise un sort de Gold pour parvenir à la localiser pendant qu'Emma continue à suspecter Tamara, malgré Neal qui est sûr du contraire. Regina est finalement retrouvée et Greg n'hésite pas à la torturer durement afin de lui arracher des aveux : le père de Greg est mort et enterré. Neal et Emma retrouvent Tamara, qui révèle son plan : avec la société dont elle fait partie, elle planifie la destruction de la magie dans le monde. Elle tire alors sur Neal qui se retrouve gravement blessé et libère ensuite un haricot magique qui ouvre un portail vers un autre monde, Neal tombe dans celui-ci. Emma ne peut le retenir et après lui avoir avoué son amour, il lui lâche la main et tombe dans le gouffre. De retour chez elle, où Regina est soignée par la Fée bleue, elle est encore sous le choc quand Regina révèle que Tamara s'est emparée d'un objet permettant la destruction de Storybrooke et de tous ses habitants.

### Épisode 22:…Et tout droit jusqu'au matin
- États-Unis /  Canada : 12 mai 2013 sur ABC[75] / CTV
- Belgique : 16 septembre 2013 sur BeTV[21]
- France : 14 décembre 2013 sur M6

- États-Unis : 7,33 millions de téléspectateurs[76] (première diffusion)
- Canada : 1,04 million de téléspectateurs[77] (première diffusion)
- France : 1,6 million de téléspectateurs[70] (première diffusion)

- Julian Morris  (le prince Phillip)
- Beverley Elliott (Mère-Grand)
- David-Paul Grove (Prof)
- Gabe Khouth (M. Clark / Atchoum)
- Faustino Di Bauda (Dormeur)
- Jeffrey Kaiser (Dormeur)
- Michael Coleman (Joyeux)
- Mig Macario (Simplet)
- Ethan Embry (Greg Mendell)
- Christopher Gauthier (M. Mouche)
- Parker Croft (Felix)
- Dylan Schmid (Baelfire jeune)
- Alex Barima (le premier jumeau)
- Jack Diblasio (le deuxième jumeau)

Tamara et Greg déclenchent la destruction de Storybrooke dans les mines avant de fuir et détruire toutes leurs traces. Pendant ce temps, Emma et Mary-Margaret annoncent la disparition de Baelfire à Henry et M. Gold, qui refuse d'aider à sauver la ville pour passer ces derniers instants avec Lacey. Ils reçoivent néanmoins l'aide de Crochet, prêt à aider pour tuer Rumplestiltskin mais pas à perdre la vie avec les autres. Il part donc récupérer le haricot magique de Tamara et Greg avec James pendant que Regina et Emma vont tenter de ralentir la destruction. La sorcière sait cependant qu'elle n'est pas assez puissante pour contenir le sortilège et se résout donc à mourir pour sauver Henry. Crochet récupère le haricot mais quand il entend que Mary-Margaret préfère essayer d'envoyer le dispositif par le portail au risque d'échouer, il s'échappe avec le légume. Le larcin n'est découvert qu'au dernier moment, et tous se font leurs adieux quand Emma se risque à utiliser la magie avec Regina pour contrer le sort et ensemble, les deux femmes y parviennent. Mais au même moment, Tamara et Greg kidnappent Henry, qui selon eux est important pour leur supérieur, et fuient à travers un portail. Pris de remords après avoir appris que Baelfire est le père de Henry, Crochet revient et apprenant la nouvelle, propose son aide pour les retrouver. Gold, Blanche-Neige, Charmant, Regina et Emma embarquent sur le navire du pirate, laissant à Belle, qui a retrouvé la mémoire grâce à la Fée bleue, le soin de protéger la ville. Gold, qui accepte la trêve avec Crochet, découvre le lieu où Henry a été emmené et Crochet et lui réalisent la menace : il a été emmené au Pays Imaginaire. En parallèle, Aurore, Phillip et Mulan retrouvent Baelfire vivant mais inconscient sur une plage de leur monde.
- Le titre de cet épisode forme une phrase avec celui du précédent. Deuxième étoile à droite et tout droit jusqu'au matin est le chemin qui mène au Pays Imaginaire dans le roman Peter et Wendy de James Matthew Barrie.